# Liste der Kulturdenkmäler in Meckenbach (bei Birkenfeld)
In der Liste der Kulturdenkmäler in Meckenbach sind alle Kulturdenkmäler der rheinland-pfälzischen Ortsgemeinde Meckenbach aufgeführt. Grundlage ist die Denkmalliste des Landes Rheinland-Pfalz (Stand: 12. Juni 2023).

## Einzeldenkmäler
| Bezeichnung | Lage               | Baujahr | Beschreibung                                      | Bild |
| ----------- | ------------------ | ------- | ------------------------------------------------- | ---- |
| Quereinhaus | Dorfstraße 10 Lage | 1808    | Quereinhaus, 1808                                 | BW   |
| Quereinhaus | Trauntalweg 3 Lage | 1816    | stattliches Quereinhaus, teilweise Fachwerk, 1816 | BW   |